# Aransís
|  | Aquest article és sobre el poble d'aquest nom. Per a l'antic municipi, vegeu Aransís (antic municipi). |

Aransís és un poble del terme municipal de Gavet de la Conca. En el passat, segons quines èpoques, havia alternat la capitalitat de l'antic municipi d'Aransís amb Sant Miquel de la Vall.
En la proposta derivada de l'informe popularment denominat Informe Roca, la part de l'antic terme de Sant Serni, que comprèn els pobles de Fontsagrada, Gavet i Sant Serni havia de passar a integrar el terme municipal de Tremp, desapareixent el de Gavet de la Conca. La resta de municipi quedava també distribuïda entre altres municipis: Aransís i tot l'antic terme de Sant Salvador de Toló passava a integrar el terme d'Isona i Conca Dellà, el qual, però, havia de passar a denominar-se Isona i Conca d'Orcau, juntament amb els Obacs de Llimiana, i la Vall de Barcedana, amb Sant Cristòfol de la Vall, Sant Martí de Barcedana i Sant Miquel de la Vall havien d'entrar a formar part d'un municipi de nova creació: el de Montsec, juntament amb Castell de Mur, Llimiana i Sant Esteve de la Sarga.
L'església parroquial és d'origen romànic, dedicada a sant Pere. A una certa distància al nord-oest del poble hi ha la capella, també romànica, de sant Fruitós.

## Etimologia
Segons Coromines, es tracta d'una arrel basca, com moltes altres de la zona pirinenca catalana. És la mateixa arrel que dona altres noms de poble: Arans, Arinsal i Ransol (Andorra) i Arànser (Baridà, Baixa Cerdanya), almenys, i alguns topònims bascos, com Arantza. L'origen és la paraula basca arantze, que significa espina, i que, encara, té a l'arrel la paraula aran (vall).
Les formes antigues, documentades a l'edat mitjana (per exemple, en el cens del 1359), són Arentis, Arencis i Arençís, coincidint de sufix amb molts altres pobles, també: Arcalís, Estaís, Ovís...
Com passa també en altres pobles, hi ha una llegenda per tal d'explicar l'origen del nom del poble. Diuen que en fer el fogatjament del 1553, l'encarregat de deixar constància dels habitants de la comarca, en passar per Aransís demanà quants caps de casa eren. Li respongueren ja en som molts, ara sis. D'aquest ara sis diuen que procedeix Aransís.
També es diu, continuant en el mateix àmbit, que els d'aquest poble, per tal d'evitar l'acció dels lladregots de camí ral, es desplaçaven a mercat de sis en sis, i quan els veien venir deien ara venen els de sis, i d'aquí el nom del poble.

## Història

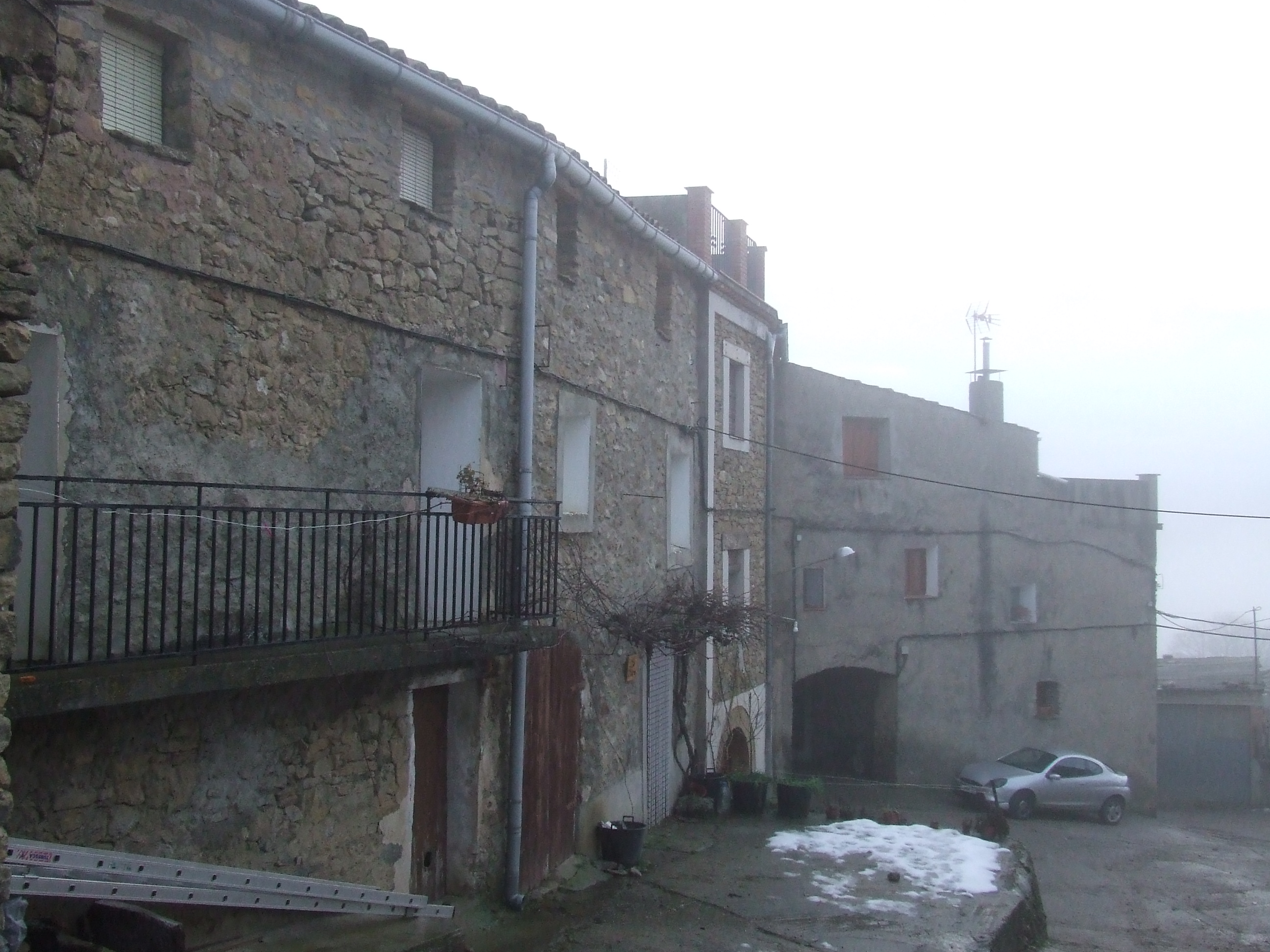
Entrada al poble clos

La història d'Aransís va molt lligada a la dels Orcau; de mans dels Orcau passà a mans dels Erill, per emparentament de les dues cases baronals, i ja seguí tot el camí d'aquesta darrera baronia, després comtat, fins que el 1831 pertanyia al Conde de Aranda, que és qui havia asoolit les baronies i altres títols nobiliaris anteriorment en mans dels Erill.
Com molts altres pobles pallaresos nasqué com un poble clos, amb doble recinte murat, El superior, que no conserva cap vestigi d'un possible castell, sí que serva una plaça que hauria pogut correspondre al pati d'armes d'un castell.

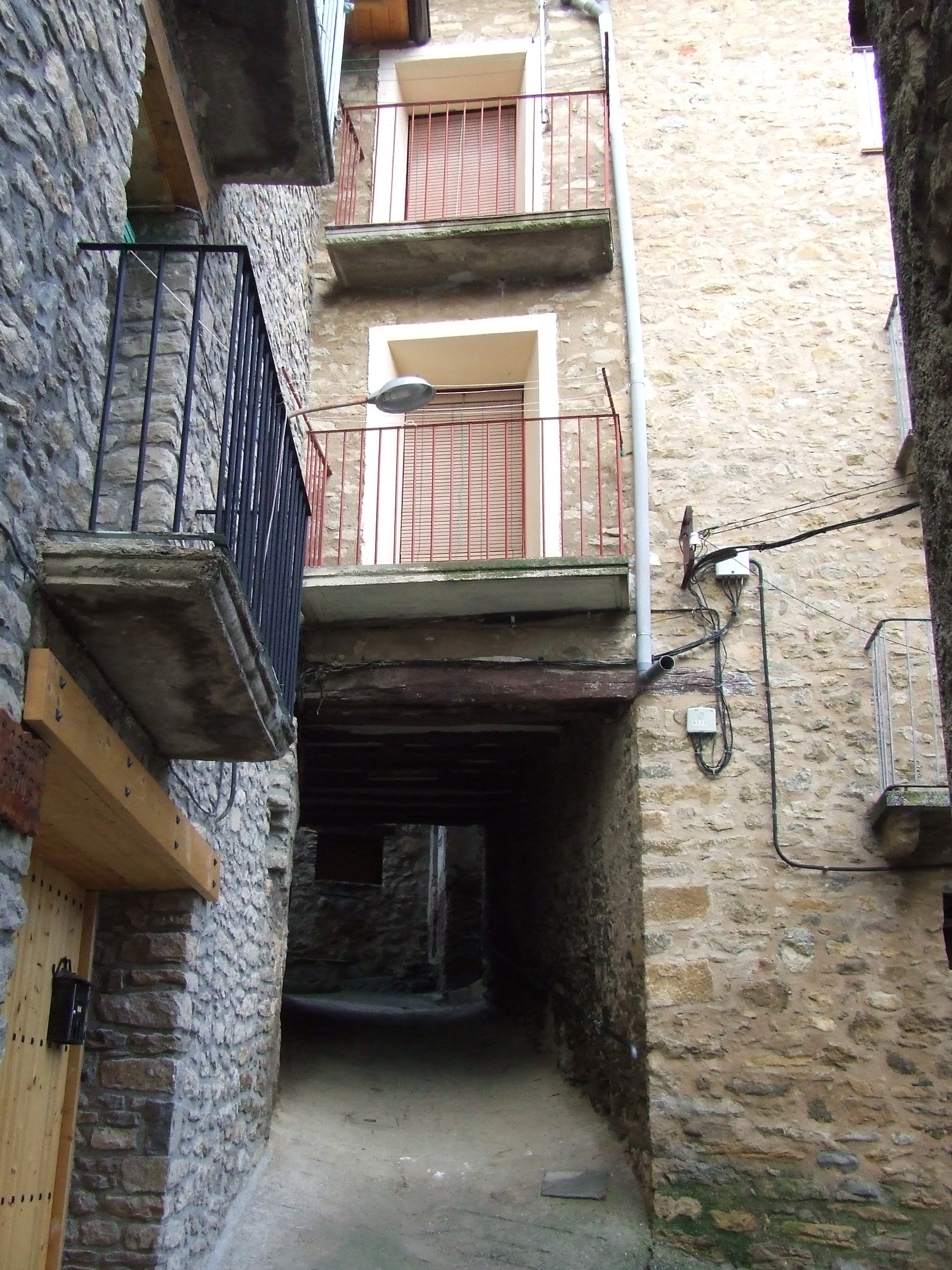
Un dels portals

Aransís tenia 6 focs el 1553 (unes trenta persones) i 183 habitants el 1787. El 1835 hi consten 85 habitants.
El 1845 apareix el Diccionario geográfico..., de Pascual Madoz qui, directament o a través de col·laboradors, havia passat pel poble poc temps abans. En aquesta obra, l'il·lustre geògraf descriu el poble d'Aransís: el poble és en una muntanyeta, i això fa que estigui en lloc molt ventilat. El clima és fred, però bastant sa, i les malalties més freqüents són cadarns i pulmonies. El poble té 49 cases, en general d'un sol pis, mala fàbrica i poca comoditat, distribuïdes en una plaça i uns quants carrers plans però mal empedrats. Té 18 veïns (caps de família) i 178 ànimes (habitants).
El 1860 hi consten ja 690 habitants, però cal tenir en compte que en aquest darrer cens hi són sumats els habitants de l'annex de Sant Miquel de la Vall.
A la Geografia general de Catalunya, dirigida per Francesc Carreras i Candi, editada els volts de l'any 1900, a Aransís consten 87 cases amb 198 ànimes (en el llenguatge tradicional); a més, parla de 57 albergs distribuïts per tot el terme, que principalment devien pertànyer a Aransís.

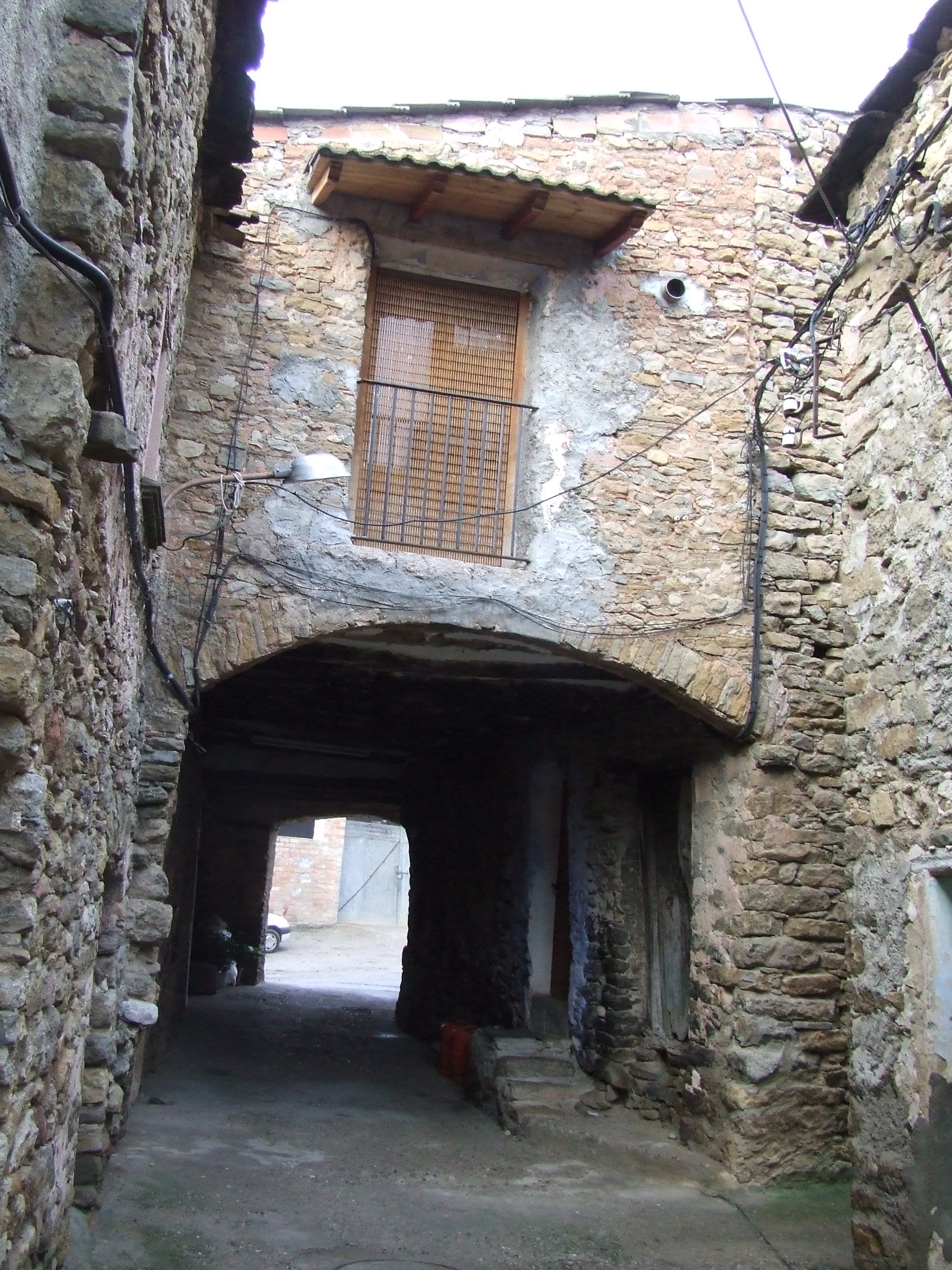
Una altra entrada al poble clos

El 1900 consten a Aransís 414 habitants, que baixen a 357 el 1910, augmenten a 465 el 1920 i tornen a baixar a 339 el 1930. Més tard la recessió ja és total: 361 habitants el 1960, 96 en el moment d'integració dins de Gavet de la Conca, el 1970, que baixen a 69 el 1981. En el padró municipal del 2006 són 44, i segons la web d'Aransís, en l'actualitat cal comptar-hi només 30 persones.

## Festes i tradicions
La Festa Major d'Aransís és el dia de Pasqua de Resurrecció, malgrat que el patró sigui sant Pere Apòstol.
Tanmateix, la festa patronal s'havia de celebrar, i es feia de manera molt destacada. Hi havia la creença que el dia de sant Pere tots els galls es posaven a cantar alhora, per l'episodi neotestamentari de la triple negació de Pere abans que canti el gall. Per això, el dia de sant Pere no es podia menjar gall, per molt festa assenyalada que fos. Això sí: se'n sacrificava un, en honor del sant, però no es menjava fins l'endemà o al cap de dos dies.
Una altra festa assenyalada s'esqueia per sant Fruitós. Un diumenge de febrertot el poble anava a cantar els goigs a l'ermita de sant Fruitós i es procedia a la benedicció del terme.

## Serveis turístics
D'allotjament, a Aransís no n'hi ha. Cal desplaçar-se a les veïnes poblacions de Vilamitjana, Figuerola d'Orcau o Sant Martí de Barcedana per tal de trobar algun establiment amb capacitat d'hostatjar visitants.
Pel que fa a bars i restaurants, és gairebé la mateixa, tot i que en aquest cas hem d'afegir Llimiana a la llista.

## Comunicacions
L'única carretera que enllaça Aransís amb el seu entorn és la carretera local que parteix cap a ponent del quilòmetre 7,5 de la carretera L-912 (Sant Salvador de Toló - C-1412b, a Gavet de la Conca. Aquesta carretera, de quasi set quilòmetres mena al poble d'Aransís, des d'on continua per pistes rurals cap als altres llocs de l'entorn.
Cal tenir en compte, però, que al segle xiii passava per aquest poble un dels primers camins públics oberts expressament de què es té notícia: fou obert pels monjos de Meià per tal d'unir Vilanova de Meià amb Tremp.
La vall on hi ha els pobles de Sant Miquel de la Vall, Sant Cristòfol de la Vall i Sant Martí de Barcedana està enllaçada amb Aransís per aquests camins rurals, tot i que el més còmode és anar a Llimiana a buscar la carretera local, asfaltada, que hi mena.
Aransís no té cap mena de servei públic de transport, si no és el transport escolar, organitzat pel Consell Comarcal del Pallars Jussà, que s'enduu els nois en edat escolar a l'escola pública de Tremp.
Pel límit del terme d'Aransís, amb el de Llimiana, en el seu enclavament dels Obacs, passa una de les carrerades més importants de Catalunya, que servia per al pas dels ramats en el seu camí de baixada cap al pla a la tardor, i de retorn a la muntanya a la primavera.